# Anders Johnsson
Anders Johnsson, född 10 augusti 1969 i Köpings församling, är en svensk organist.

## Biografi
Anders Johnsson utbildade sig till kyrkomusiker vid Musikhögskolan i Malmö och tog 1999 solistdiplom i orgel vid Det Kongelige Danske Musikkonservatorium. Johnsson arbetar också som lärare i orgelspel och orgelkunskap vid Musikhögskolan i Malmö. Han är sedan 2000 verksam som kyrkomusiker i Sankt Petri församling i Malmö.
Johnsson har bland annat spelat tillsammans med Helsingborgs Symfoniorkester, Malmö Symfoniorkester och Musica Vitae.

## Diskografi
- 2011 – The Swedish Symphonic Organ.
- 2019 – Orgeltrio i Malmö S:t Andreas kyrka. Tillsammans med Marika Fältskog och Samuli Örnströmer.